# Milena Hübschmannová
Milena Hübschmannová (10. června 1933 Praha – 8. září 2005 Kameeldrift, Jihoafrická republika) byla významná česká vysokoškolská pedagožka, indoložka a také zakladatelka české romistiky na Filozofické fakultě Univerzity Karlovy v Praze.

## Osobní život
Po maturitě na pražském gymnáziu Howarda Fasta v roce 1951, vystudovala v letech 1951–1956 hindštinu, urdštinu a bengálštinu na Univerzitě Karlově v Praze. Pracovala na Karlově univerzitě, v literární redakci Československého rozhlasu, v Orientálním ústavu, a v Ústavu pro filozofii a sociologii ČSAV.
V šedesátých letech žila půl roku v romské osadě na Slovensku, posléze se na přelomu šedesátých a sedmdesátých let angažovala ve Svazu Cikánů-Romů. V období normalizace byla bez stálého zaměstnání a nesměla publikovat. V roce 1976 se její zásluhou začala na Státní jazykové škole v Praze vyučovat romština. V roce 1991 vedla nově otevřený obor romistika na Filozofické fakultě Univerzity Karlovy, kde vedla studia romštiny až do své tragické smrti při autonehodě u města Kameeldrift v Jihoafrické republice.
Milena Hübschmannová byla také zakladatelkou časopisu Romano Džaniben, spoluautorkou Romsko-českého a česko-romského slovníku, několika knih a řady článků o Romech. Překládala z romštiny a urdštiny.
Je po ní také pojmenována Literární cena Mileny Hübschmannové, udělovaná od roku 2006 romsky píšícím spisovatelům za poezii a prózu. Ve stejném roce o ní vznikla kniha Milena Hübschmannová ve vzpomínkách.
Jejím manželem byl rozhlasový režisér Josef Melč.